# Dorothea von Rodde-Schlözer
Dorothea von Rodde-Schlözer (née Schlözer), (18 août 1770 - 12 juillet 1825) est une érudite et la première femme Philosophiæ doctor. Elle fait partie des Universitätsmamsellen, un groupe de cinq femmes actives académiquement durant les XVIIIe siècle et XIXe siècle, avec Meta Forkel-Liebeskind, Thérèse Huber, Philippine Engelhard et Caroline Schelling.
Elle entretint une liaison avec l'écrivain et philosophe français Charles de Villers, ami de Madame de Staël, sur lequel elle eut une grande influence.

## Littérature

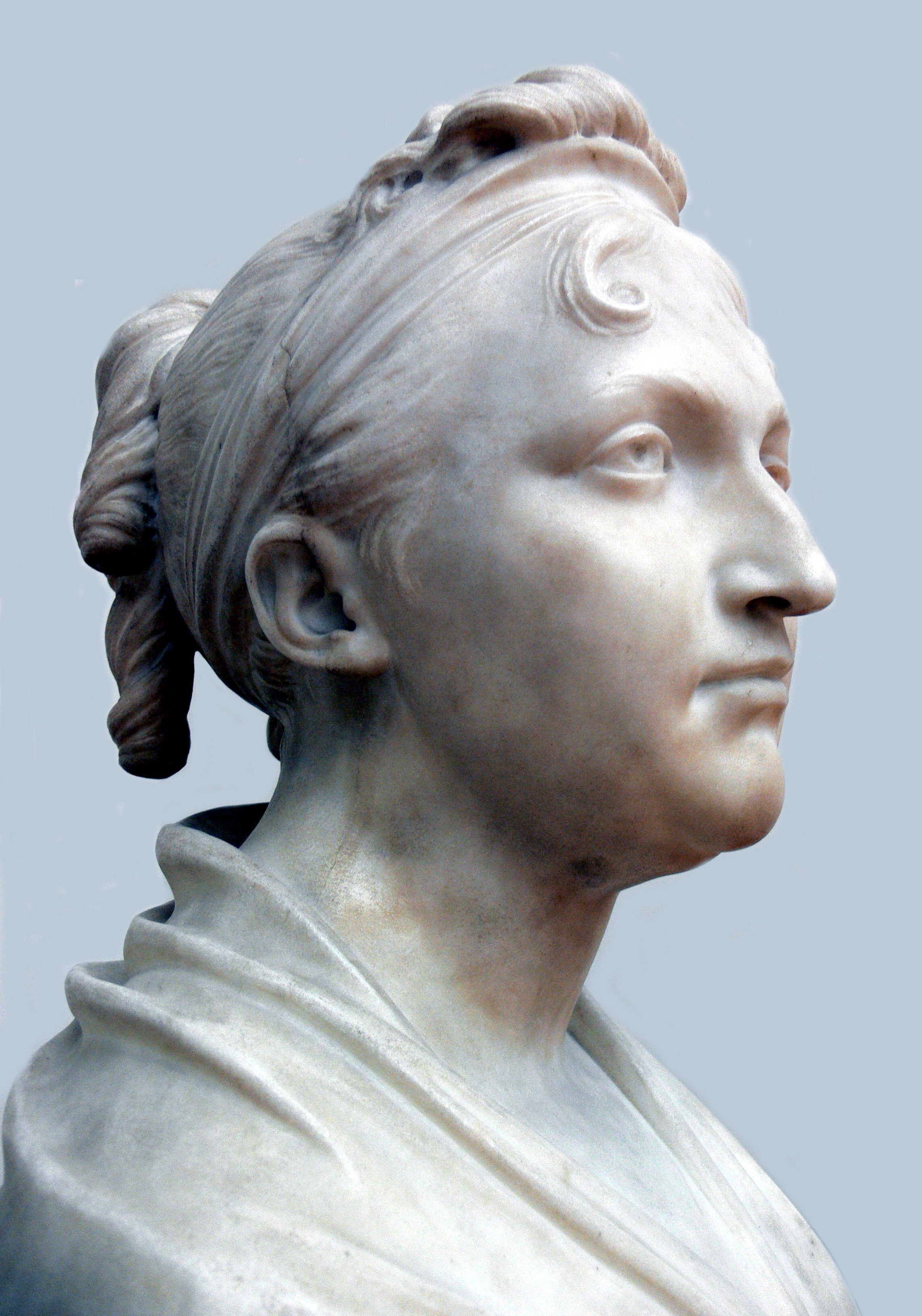
Buste de Dorothea von Rodde-Schlözer, par Jean-Antoine Houdon, Paris, 1806

Dorothea von Rodde apparait dans un roman d'Anne Villemin Sicherman, 1803, la nuit de la sage-femme